# Anna Maria Jopek
Anna Maria Jopek (nascuda el 14 de desembre de 1970 a Varsòvia) és una cantant de jazz i pop polonesa, la gran veu del jazz actual a Polònia i una de les veus europees més influents en aquest gènere. La seva música, arrelada en el jazz i el pop, beu també de la música popular i de les velles cançons poloneses.

## Carrera professional
Formada de manera clàssica com a soprano, als catorze anys debutà com a pianista a l'Orquestra Filharmònica Nacional de Varsòvia. Es graduà a la Universitat de Música Fryderyk Chopin de Varsòvia; després va estudiar a la Facultat de Jazz de la Manhattan School of Music de Nova York.
Es va fer coneguda arran de la seva participació al Festival de la Cançó d'Eurovisió de 1997 amb el tema Ale Jestem. Al llarg de la seva carrera ha col·laborat amb els músics més destacats –Bobby McFerrin, Ivan Lins, Youssou N'Dour, Makoto Ozone o Richard Bona–, ha enregistrat i interpretat amb les figures més importants de l'escena musical polonesa, com Jeremi Przybora, Tomasz Stańko, Marek Grechuta, Janusz Olejniczak, Leszek Możdżer o Urszula Dudziak. Ha compartit escenari amb els grans de la música, com el pianista cubà Gonzalo Rubalcaba, el cantant Sting o el guitarrista Pat Metheny, amb qui edità un disc el 2002, Upojenie. I ha actuat a tot el món, des dels Estats Units i Canadà fins a tot Europa i al Japó, en llocs com el Hollywood Bowl, el Blue Note Tokyo, el Queen Elizabeth Hall i l'Opera israeliana de Tel-Aviv.

## Premis
Ha estat guardonada en diversos concursos amb molts premis: al festival de Witebsk li van concedir el premi privat de Michel Legrand, el 1998 va rebre el premi Fryderyk / Frederick (el Grammy polonès) pel debut fonogràfic de l'any per Ale jestem. El 2003 va rebre el prestigiós premi Passaport de Polityka, un premi Victor, un premi Prometeusz Polonès d'escenari i un Ace d'Empik. El 2003 va rebre dos premis Fryderyk (Cantant de l'any, millor producció de l'any), el 2004 va rebre el Víctor 2003 en la categoria de cantant i el 2006 va ser distingida per l'enquesta de lectors del Fòrum de Jazz polonès com a millor vocalista del 2005.

## Vida personal
Anna Maria Jopek és filla d'Stanisław Jopek, tenor del Mazowsze Song and Dance Ensemble, i de la ballarina Maria Stankiewicz; la seva germana és la violinista Patrycję Jopek. Està casada amb el periodista polonès Marcin Kydryński.

## Discografia

### Àlbums
- Ale jestem (1997)
- Szeptem (1998)
- Jasnosłyszenie (1999)
- Dzisiaj z Betleyem (1999)
- Bosa (2000)
- Barefoot (2002)
- Nienasycenie (2002)
- Upojenie (i Pat Metheny) (2002)
- Farat (live) (2003)
- Secret (2005)
- Niebo (2005)
- ID (2007)
- BMW Jazz Club Volume 1: Jo & Co (live) (2008)
- JO & CO (2008)
- Haiku (2011), centrat en el Japó
- Sobretaula (2011), amb la participació de músics de Portugal, Àfrica i Brasil.
- Polanna (2011). inspirat en la música tradicional polonesa, i la col·laboració d'artistes com Gonzalo Rubalcaba, Maria Pomianowska, Rafał Kwiatkowski o Stanisław Soyka.
- Minione (2017), arranjat i produït per Gonzalo Rubalcaba
- Ulotne (2018)

### Senzills
- Chwilozofia 32-bitowa (1996)
- Ale jestem (1997)
- Joszko Broda (1997)
- Nie przychodzisz mi do głowy (1997)
- Cud niepamięci (1998)
- Przed rozstaniem (1998)
- Ja wysiadam (1999)
- Księżyc jest niemym posłańcem (1999)
- Na całej połaci śnieg (+ Jeremi Przybora, 1999)
- Nadzieja nam się stanie (1999)
- Smutny bóg (2000)
- Ślady po Tobie (2000)
- Szepty i łzy (2000)
- Jeżeli chcesz (2000)
- Henry Lee / Tam, gdzie rosną dzikie róże (+ Maciej Maleńczuk, 2001)
- Upojenie (2001)
- Na dłoni (2002)
- O co tyle milczenia (2002)
- I pozostanie tajemnicą (2002)
- Małe dzieci po to są (2003)
- Tam, gdzie nie sięga wzrok (2003)
- Mania Mienia (2003)
- Możliwe (2004)
- Gdy mówią mi (2005)
- Niebo (2006)
- A gdybyśmy nigdy się nie spotkali (2006)
- Teraz i tu (2007)
- Zrób, co możesz (2007)
- Skłamałabym (2007)
- Cisza na skronie, na powieki słońce (2008)
- Możliwe (2009)